# Clelio Darida
Clelio Darida, né le 3 mai 1927 à Rome et mort le 11 mai 2017 dans la même ville, est un homme politique italien.

## Biographie

### Naissance et études
Clelio Darida naît le 3 mai 1927 à Rome. Il est licencié en droit.

### Politique
À partir de 1960, il est conseiller municipal de Rome. Il est élu à la Chambre des députés dans les rangs de la Démocratie chrétienne pour la première fois en 1963. De 1969 à 1976, il est maire de Rome. Au cours de ces années, il modifie notamment le plan d'aménagement urbain, lance le plan de réaménagement des banlieues et intervient dans le domaine du logement économique et social. Réélu député en 1976 pour cinq législatures, il est, jusqu'en 1987, sous-secrétaire d'État à l'intérieur, ministre des relations avec le Parlement, des postes et télécommunications, de la fonction publique, de la justice et des participations de l'État.

### Distinction
Il est nommé chevalier Grand-Croix de la République italienne en 1971.

### Mort
Clelio Darida meurt le 11 mai 2017 dans sa ville natale.